# EQ Pegasi

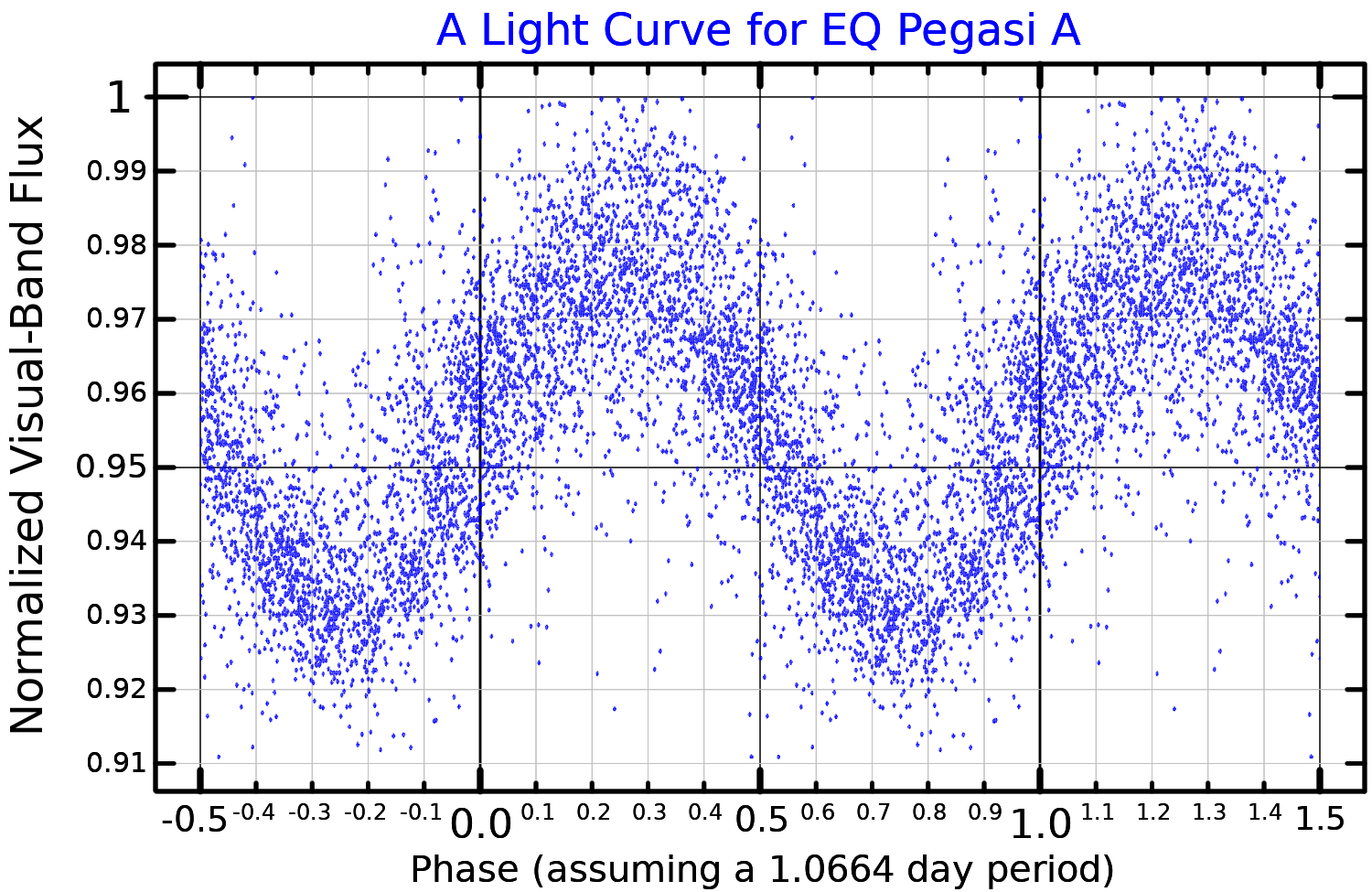
Curva de luz de EQ Pegasi A

EQ Pegasi (EQ Peg / GJ 896 / HIP 116132) es un sistema estelar en la constelación de Pegaso.
Situado a 20,7 años luz de distancia, es uno de los 100 sistemas más cercanos al sistema solar.
La estrella conocida más cercana a este sistema es Gliese 880, a 3,96 años luz de distancia.
EQ Pegasi es una estrella binaria cuyas componentes son dos enanas rojas. La más brillante de ellas, EQ Pegasi A (GJ 896 A / LHS 3965), tiene tipo espectral M3.5V y magnitud aparente +10,38. Su temperatura efectiva es de 3280 K y su masa es un tercio de la masa solar. Tiene un radio equivalente al 38 % del radio solar. Su velocidad de rotación es muy alta para una estrella de sus características —14 km/s—, siendo su período de rotación de 1,066 días.
La estrella acompañante, EQ Pegasi B (GJ 896 B / LHS 3966), tiene tipo M4.5V y magnitud aparente +12,40. Menos masiva y luminosa que su compañera —la componente A es entre 6 y 10 veces más brillante que ella—, tiene una masa aproximada de 0,16 - 0,19 masas solares. Tiene una temperatura de 3080 K y un radio equivalente al 23 % del radio solar.
Su velocidad de rotación —24,2 km/s— es aún mayor que la de la componente A, ya que ambas estrellas tienen el mismo período de rotación.
La separación entre ambas componentes es de 6 segundos de arco y el período orbital del sistema puede ser de 359 días. La metalicidad de EQ Pegasi A parece ser superior a la del Sol en un 20 %y la edad del sistema se estima en 950 millones de años.Ambas estrellas son estrellas fulgurantes activas, tanto en rayos X como en el ultravioleta extremo (EUV).